# Lovagkirályok listája
Lovagkirályok: Több uralkodót is neveztek lovagkirálynak:
Magyarok
- I. (Szent) László
- II. András
- I. (Nagy) Lajos
- Luxemburgi Zsigmond
- I. Ulászló
- II. Lajos

Külföldiek
- Jan Sobieski

- IX. Lajos francia király